# Denni
Denni Rocha dos Santos (ur. 21 sierpnia 1982) – brazylijski piłkarz występujący na pozycji pomocnika.

## Kariera piłkarska
Od 2003 roku występował w Santo André, São Caetano, Montedio Yamagata, Ituano, Club Tijuana, Newcastle Jets, Tarxien Rainbows, Valletta, Hibernians i Sliema Wanderers.